# Мечкі-Абрами
Мечкі-Абрами (пол. Mieczki-Abramy) — село в Польщі, у гміні Трошин Остроленцького повіту Мазовецького воєводства.
Населення — 69 осіб (2011).
У 1975-1998 роках село належало до Остроленцького воєводства.

## Демографія
Демографічна структура станом на 31 березня 2011 року:
|          | Загалом | Допрацездатний вік | Працездатний вік | Постпрацездатний вік |
| -------- | ------- | ------------------ | ---------------- | -------------------- |
| Чоловіки | 31      | 8                  | 19               | 4                    |
| Жінки    | 38      | 12                 | 19               | 7                    |
| Разом    | 69      | 20                 | 38               | 11                   |